# Вас (поэт)
Вас (фр. Wace) — нормандский поэт XII века; иные варианты имени Vace, Vaice, Gace, Gasse, Uiotace (уменьшительные от Eustache), в некоторых источниках ошибочно имя интерпретировано как фамилия, и поэта называют «*Роберт Вас» (*Robert Wace).
Родился на острове Джерси около 1115 года, умер в Англии около 1183 года. Получил образование, как он сам о себе рассказывает в своих романах, в Кане (Caen).

## Роман о Бруте
В своём «Романе о Бруте» (Roman de Brut), написанном в 1155 году, Вас рассказывает о подвигах Брута, потомка Энея, который после многих побед сначала над греками, потом над франками, прибывает в Альбион и там основывает Лондон; затем поэт передает историю потомков Брута, королей Великобритании, их подвиги и победы над врагами; между отдельными эпизодами интересны история короля Лира и его трёх дочерей и рассказ о набеге датских выходцев, Генкста и Горса. Вас отчасти почерпнул материал своего романа из латинской хроники Гальфрида Монмутского. По сравнению с Гальфридом Вас усиливает мотив рыцарственного поведения героев, усложняет их взаимоотношения, добавляет романические детали. Он четко формулирует куртуазные идеалы, которые станут затем непременным аксессуаром последующих рыцарских романов. Военная доблесть и великодушие, любовь к славе и чувство меры, защита слабых и сирых и щедрость — все это не облечено у Васа в религиозные одежды, что станет типичным для одного из направлений рыцарского романа, которое заявит о себе на пороге следующего столетия. Христианский элемент здесь едва намечен. В то же время все таинственное и чудесное, вообще мотивы кельтского фольклора явно увлекают поэта.
Вас широко вводит в свою книгу описания придворных празднеств и рыцарских поединков, особенно проявляя в этом свой талант. Любовные мотивы, столь конструктивные для развития куртуазного романа, не играют в книге Васа ведущей роли, занимая немного места.
Еще одно отличие от хроники Гальфрида — придуманный Васом мотив «Круглого стола», столь важный для дальнейшего развития рыцарского романа. Король Артур в трактовке Васа царил не просто над всем Западным миром; благодаря Круглому столу он оказывался главой, «первым среди равных», некоего абстрактного мира рыцарства, символом которого и становился Круглый стол. Он является олицетворением не только равенства всех допущенных к нему, но и своеобразного рыцарского братства, связанного как бы круговой порукой, заставляющей каждого члена этого братства уважать друг друга, приходить друг другу на помощь, отправляться на поиски своего собрата, если тот к определенному сроку не прибыл в пиршественную залу короля Артура, где помещался Круглый стол. Завоевание права восседать рядом с другими за этим столом, поиски рыцаря, не явившегося на общую трапезу,— все это станет ведущими мотивами рыцарского романа на следующем этапе его развития. В идее Круглого стола, не случайно возникшей при дворе первых Плантагенетов, содержалась заявка на некое мировое господство, или по крайней мере ведущую роль британской короны.
Прелесть романа заключается в правдивости рассказчика, начинающего словами: «Jo ne dis mia fable, ne jo ne voil fabler» («я никогда не рассказываю сказки, я не хочу сочинять»). Роман о Бруте содержит 18000 восьмисложных стихов. Одна из самых интересных частей — первая книга, где рассказано происхождение Круглого стола, турниров и рыцарских празднеств. Рукописи Брута (в количестве 5 экз., хранящихся в национальной библиотеке в Париже) относятся к XIII и XV вв.

## Другие сочинения
«Роман о Роллоне» (Roman de Rou), где Вас воспевает подвиги своих соотечественников, вначале имеет форму песни о деяниях, но через четыре тысячи стихов автор возвращается к восьмисложнику «Брута», подгоняя под этот ритм многочисленные эпические формулы. В 1-й части рассказана история вторжения первых нормандцев во Францию и Англию; 2-я и 3-я, написанные александрийскими стихами, содержат историю Ру, или Роллона, его сына Вильгельма Длинное Копье и Ричарда I. Самая длинная часть романа — 4-я, состоящая из 8-сложников, заключает рассказ о преемниках Ричарда вплоть до 1106 г. Роман состоит из 16142 стихов и представляет любопытный памятник истории и языка нормандцев под властью их герцогов. Кроме этих романов, Вас написал ещё: «Жизнь св. Николая», «Establissement de la feste de la Conception dicte la feste as Normands», и «Восходящую хронику нормандских герцогов» (Chronique ascendante etc.), в которой резко отражаются взаимные ненависть и соперничество французов и нормандцев.

## Значение
Романы Васа ценны, главным образом, как источник для истории Франции, Англии и Дании в XII в. В литературном отношении «Брут» и «Roman de Rou» свидетельствуют о младенческом состоянии поэзии: стих не отделан и неровен, рифмы не всегда удачно подобраны; несмотря на это, романы Васа далеко не лишены поэтической прелести. Наивный язык поэта замечательно подходит к первобытным характерам и чувствам, которые он рисует, и придает особую красоту философским размышлениям, которыми изобилуют произведения Васа. Так, например, говоря о памятниках, воздвигнутых победителями, он предается размышлениям о бренности всех людских начинаний:

Tute rien se turne en déclin;

Tot chiet, tot muert, tot vait à fin;

Hoem muert, fer use, fust porrist

Tur fund, mur chiet, rose flaistrit

Cheval tresbuche, drap viesist:

Tute ovre fete od mainz périst.

(«Всякая вещь идет к упадку, все падает, умирает, кончается; человек умирает, железо портится, дерево гниёт, башни и стены рушатся, розы засыхают, лошадь падает, ткань ветшает: все сделанное руками гибнет»). Эти размышления были бы банальны в устах современного нам поэта, но высказанные почти младенческим языком поэтом младенческой поры цивилизации, они полны поэтической меланхолии.